# Hjalmar Mäe
Hjalmar Johann Mäe (Tuhala, 24. listopada 1901. – Graz, 10. travnja 1978.), estonski je političar i publicist, najpoznatiji kao kolaboracionist s nacistima tijekom njemačke okupacije Estonije u Drugom svjetskom ratu. Od 1941. do 1944. godine, Mäe je bio na čelu Estonske samouprave, marionetske civilne vlade koja se nalazila pod kontrolom okupacijskih vlasti. Iako nikada nije procesuiran za svoju ulogu u Holokaustu u Estoniji, Estonska međunarodna komisija za istraživanje zločina protiv čovječnostiimenovala ga suodgovornim za nacističke zločine. 
Hjalmar Mäe rođen je 1901. godine. Nakon završene srednje škole u Tallinnu, studirao je filozofiju, prirodne znanosti i pravo u Berlinu, Beču, Innsbrucku i Grazu; na koncu je diplomirao fiziku i pravo. Krajem 1920-ih uključuje se u politiku kao član Vapsa te biva izabran u Riigikogu u nekoliko navrata. Bio je izraziti antikomunist te je 1940. godine, nakon sovjetske okupacije Estonije pobjegao u Treći Reich, gdje je dobio njemačko državljanstvo. U svibnju 1941. godine otputovao je u Helsinki, gdje je osnovao tzv. "Odbor za oslobođenje Estonije" (est.: Eesti Vabastamise Komitee), ali se već u lipnju vratio u Berlin. 
Kada je Treći Reich napao Sovjetski Savez, Mäe je poslao pismo Hitlerovom šefu diplomacije Joachimu von Ribbentropu u kojem je predložio ponovnu uspostavu diplomatskih odnosa između Njemačke i Estonije te je molio da se estonski ratni zarobljenici koje je držala Crvena armija oslobode. Premda su njemački okupatori inicijalno ponudili tadašnjem premijeru Jüriju Uluotsu vodstvo lokalne marionetske vlade, Uluots je odbio imenovanje, pa je Franz von Roques imenovao Hjalmara Mäea čelnikom novoformirane Estonske samouprave. Estonska samouprava bila je kolaboracionistička vlada podređena okupacijskoj civilnoj upravi koju je predvodio Karl-Siegmund Litzmann, a iako je bila pod izravnom kontrolom okupacijskih vlasti Estonska međunarodna komisija za istraživanje zločina protiv čovječnosti zaključila je kako je ipak imala dovoljno autonomije da ju se može smatrati suodgovornom za Holokaust u Estoniji, ali i ostale nacističke zločine iz tog razdoblja. Hjalmar Mäe je u Estoniji imao ulogu koju su kolaboracionisti Oskars Dankers i Petras Kubiliūnas imali u Latviji i Litvi. 
Iako je nakon rata uhapšen i zatvoren sve do 1947. godine, Hjalmar Mäe nikada nije procesuiran za svoju ulogu u zločinima u Estoniji za vrijeme nacističke okupacije, ali je bio jedan od svjedoka na Nürnberškom procesu. Nakon oslobađanja preselio se u Austriju, gdje je radio kao publicist. Između ostalih, izdao je i antikomunistički pamflet naslova Drei Reden gegen den Kommunismus. Kasnije se zaposlio kao državni službenik u Štajerskoj, gdje je radio do umirovljenja. Tijekom 1990-h godina, Estonska međunarodna komisija za istraživanje zločina protiv čovječnosti imenovala ga je jednim od glavnih odgovornih za nacističke ratne zločine na području Estonije od 1941. do 1944. godine.
Preminuo je 1978. godine u Grazu.

## Vanjske poveznice
- Literatur von und über Hjalmar Mäe im Katalog WorldCat
- Estonia 1940–1945: Reports of the Estonian International Commission for the Investigation of Crimes Against Humanity  Arhivirana inačica izvorne stranice od 25. veljače 2021. (Wayback Machine) (eng.)